# 1963年太平洋颱風季
| 太平洋颱風季             |
| 主題頁 - 專題 - 編輯指南 |

1963年太平洋颱風季泛指在1963年全年內的任何時間，於赤道以北及國際換日線以西的太平洋水域，以及南中國海所產生的熱帶氣旋。雖然有關方面並沒有設下本颱風季的指定期限，但大部份於西北太平洋的熱帶氣旋通常都會於五月至十二月期間形成。
本條目的範圍僅侷限於赤道以北及國際換日線以西的太平洋及南海的水域。於赤道以北及國際換日線以東的太平洋水域產生的風暴則被稱為颶風，並被列入1963年太平洋颶風季。在西太平洋產生的熱帶風暴是由聯合颱風警報中心命名，國際編號為63xx。而凡進入或產生於菲律賓風暴責任範圍以內的熱帶低氣壓，菲律賓大氣地理天文部門 (PAGASA) 都會為它們訂立一個菲律賓名稱，作當地警報用途；因此同一個風暴有時候會有兩個不同的名稱。
以下各熱帶氣旋資訊以熱帶氣旋存在期間的最強形態為準。

## 熱帶氣旋
在1963年，有43個熱帶低氣壓形成，其中29個成為了熱帶風暴。19個成為了颱風。8個更成為了超級颱風。

### 颱風玻莉（Polly）
PAGASA:Auring

### 熱帶風暴羅絲（Rose）
PAGASA:Bebeng

### 超級颱風雪莉（Shirley）
PAGASA:Karing

### 颱風崔絲（Trix）
PAGASA:Diding

### 熱帶風暴佛琴尼（Virginia）
PAGASA:Etang

### 超級颱風溫蒂（Wendy）
PAGASA:Herming

### 颱風艾妮絲（Agnes）
PAGASA:Ising

### 颱風卡門（Carmen）
PAGASA:Luding

#### 英屬香港
當地懸掛之最高熱帶氣旋警告信號： 三號風球

### 颱風菲爾（Faye）
PAGASA:Neneng
- 英屬香港：
  - 當地懸掛之最高熱帶氣旋警告信號： 七號風球

颱風菲爾是少數以超強颱風（2009年後香港天文台新增的颱風等級）的強度吹襲香港的熱帶氣旋之一，也是令天文台懸掛該年唯一烈風或以上信號的颱風。菲爾在生命期內大致先向西北偏西移動，進入巴士海峽起便一直西行直進海南島一帶，最終登陸越南北部及消散，其吹襲香港時造成三人死亡。皇家香港天文台在9月5日11時懸掛一號戒備信號，並在9月6日5時改掛三號強風信號。隨著菲爾接近香港，天文台在同日12時15分改掛七號（今八號東北）烈風信號。因應菲爾遠離，天文台在9月7日5時30分改掛三號信號，23時15分除下所有信號，所有時間均為夏令時間。

### 超級颱風葛樂禮（Gloria）
PAGASA:Oniang
葛樂禮颱風於9月5日形成後向西北西行進，於11日下午通過台灣北部近海，轉向西北進行，於馬祖附近登陸。該颱風導致台灣中、北部有非常嚴重之水災，超過百人傷亡或失蹤，南部則略有災情。葛樂禮颱風進入中國後於14日消散，總共造成239人死亡及89人失蹤。

### 熱帶風暴海斯特（Hester）
PAGASA:Pepang

### 超級颱風克蒂（Kit）
PAGASA:Rosing

### 颱風菲利絲（Phyllis）
PAGASA:Sisang

### 熱帶風暴麗妲（Rita）
PAGASA:Trining

## 熱帶氣旋名單
| - Agnes 6308 - Bess 6309 - Carmen 6310 - Della 6311 - Elaine 6312 - Faye 6313 - Gloria 6314 - Hester 6315 - Irma 6316 - Judy 6317 - Kit 6318 - Lola 6319 - Mamie 6320 - Nina 6321 - Ora 6322 - Phyllis 6323 - Rita 6324 - Susan 6325 - Tess - Viola - Winnie | - Alice - Betty - Cora - Doris - Elsie - Flossie - Grace - Helen - Ida - June - Kathy - Lorna - Marie - Nancy - Olga - Pamela - Ruby - Sally - Tilda - Violet - Wilda | - Anita - Billie - Clara - Dot - Ellen - Fran - Georgia - Hope - Iris - Joan - Kate - Louise - Marge - Nora - Opal - Patsy - Ruth - Sarah - Thelma - Vera - Wanda | - Amy - Babe - Carla - Dinah - Emma - Freda - Gilda - Harriet - Ivy - Jean - Kim - Lucy - Mary - Nadine - Olive 6301 - Polly 6302 - Rose 6303 - Shirley 6304 - Trix 6305 - Virginia 6306 - Wendy 6307 |